# Bataille de Mulhouse (1674)
Guerre de Hollande
Batailles
- Groenlo (06-1672)
- Solebay (06-1672)
- Coevorden (06-1672)
- Nimègue(07-1672)
- Groningue (07-1672)
- Saint-Lothain (02-1673)
- Schooneveld (1re) (06-1673)
- Maastricht (06-1673)
- Schooneveld (2de) (06-1673)
- Texel (08-1673)
- Bonn (11-1673)
- Arcey (01-1674)
- Pesmes (02-1674)
- Gray (02-1674)
- Scey-sur-Saône (03-1674)
- Chariez (03-1674)
- Vesoul (03-1674)
- Arbois (03-1674)
- Orgelet (03-1674)
- Besançon (04-1674)
- Dole (05-1674)
- Sinsheim (06-1674)
- Salins (06-1674)
- Belle-Île (06-1674)
- Lure (07-1674)
- Faucogney (07-1674)
- Sainte-Anne (07-1674)
- Fort-Royal (07-1674)
- Seneffe (08-1674)
- Entzheim (10-1674)
- Mulhouse (12-1674)
- Turckheim (01-1675)
- Stromboli (02-1675)
- Fehrbellin (06-1675)
- Salzbach
- Consarbrück
- Alicudi
- Agosta
- Palerme
- Maastricht
- Philippsburg
- Valenciennes
- Cambrai
- Saint-Omer
- Tobago
- La Peene (Cassel)
- Ypres
- Rheinfelden (07-1678)
- Saint-Denis

La bataille de Mulhouse, ou bataille de Mulhausen, eut lieu le 29 décembre 1674, pendant la Guerre de Hollande entre l'armée française commandée par Henri de Turenne et les troupes impériales.
Contre toute attente, alors que les armées impériales se sont repliées dans leurs quartiers d'hivers, Henri de Turenne franchit les Vosges, fond sur Colmar et surprend ses adversaires à Mulhouse le 29 décembre, conduisant à la victoire française.

## Sources
Bibliothèque historique et militaire, dédiée à l'armée et à la garde nationale de France - 1857